# 北海港 (伊利諾伊州)
北海港（英語：North Harbor）是位於美國伊利諾伊州克林頓縣的一個非建制地區。該地的面積和人口皆未知。

## 地理
北海港的座標為38°43′35″N 89°17′35″W / 38.72639°N 89.29306°W，而該地的平均海拔高度為145米（即476英尺）。